# Tibouchina sickii
Tibouchina sickii är en tvåhjärtbladig växtart som beskrevs av Alexander Curt Brade. Tibouchina sickii ingår i släktet Tibouchina och familjen Melastomataceae. Inga underarter finns listade i Catalogue of Life.